# 9세기
9세기는 801년부터 900년까지이다.

## 역사

### 서유럽
9세기 초반에는 800년에 카를 대제가 교황 레오 3세로부터 로마 제국의 황제로 대관된 후, 프랑크 왕국을 중심으로 서유럽 역사가 전개되었다. 카를 대제는 교황에 대한 동로마 제국 황제의 간섭을 배제하고 세력을 넓혀, 서유럽을 중심으로 한 국가 중 로마 제국 이후로는 가장 넓은 판도의 제국을 건설하였으며, 이는 비잔틴 세계 및 이슬람 세계와 구별되는 서유럽 세계라는 정치·문화적 공동체의 기반이 되었다. 카를 대제의 통치 기간 중 그 이전 시기의 민족 대이동으로 인해 쇠퇴했던 문화가 부흥하였고, (카롤링거 르네상스), 게르만·로마·기독교 등의 여러 요소가 융합하여 오늘날까지도 내려오는 서유럽 공통의 출발점을 이룩하였다.
지중해 연안을 통한 무역은 이미 8세기부터 발흥한 이슬람교도의 세력 확장으로 인해 쇠퇴하였으며, 이는 서유럽 사회가 교환경제 사회에서 자연경제 사회로 되돌아가게 하여 경제 성장이 저해되었다. 이는 카를 대제 사후 프랑크 왕국이 동프랑크 왕국, 서프랑크 왕국, 그리고 로타르령의 세 왕국으로 분열하는 계기가 되었다.
영국에는 8세기부터 계속되어 온 바이킹의 내습에 의해, 분열되어 있던 앵글로색슨 계열의 7왕국이 차례로 정복되었으나, 최후로 남은 색슨계 왕국인 웨섹스 왕국의 알프레드 대왕이 878년에 이들을 격퇴하고 일부 영토를 수복하여 잉글랜드 왕국의 기원이 되었다.
9세기의 유럽에서는 점차 장원제(莊園制)가 보급됨과 아울러 지배자와의 사이에 주종(主從) 관계가 일반화하기 시작하여 봉건제(封建制)가 성립되었다. 그리고 장원의 지역적 집중이 이루어짐으로써 나중에 영주권이 강화되어 왕권과 대립하게 되었고, 따라서 지방분권화 경향을 나타냈다. 한편, 교회도 이른바 교회령(敎會領)을 가지게 되며, 이 무렵에는 그 권력이 세속의 영주와 다를 바 없게 됨으로써 여기서 중세의 소위 2원적 지배체제가 성립된 것이었다. 그러나 이에 대하여 비잔틴 세계는 고전 그리스 문화를 보존, 발전시키며 아시아 여러 민족의 침입에 대하여 서유럽 세계를 지키는 방파제 구실을 해 주었고, 또 그들의 문화는 문화적 진공상태하에 놓여 있던 동구(東歐) 슬라브족에게 많은 영향을 주었다.

### 동아시아

#### 중국
8세기 중엽 안사(安史)의 난을 겪고 나서 당(唐)의 국운은 급격하게 쇠퇴하였다. 당의 경제적 기초였던 균전제(均田制)가 무너지고 현실적 토지 사유에 바탕을 둔 양세법(兩稅法)이 시행되자, 토지 집중화 현상을 빚어냄과 동시에 농민의 몰락이 가속화하였다. 또한 농촌 사회의 변동은 부병제(府兵制)를 동요시켜 모병제(募兵制)를 취하게 되었는데, 이는 절도사(節度使)가 용병(傭兵)을 사병화(私兵化)하는 결과를 가져왔다. 이를 계기로 절도사는 지방의 행정·군사·재정의 실권을 집중하여 사실상 지방정권화하였다. 더구나 양세법 시행 이후에도 당의 재정 곤란은 격심하여 여러 종류의 잡세가 부가되고, 아울러 상업 및 고리대본이 발전함에 따라 농민은 장원에 유입되거나 번진(蕃鎭)의 용병이 되는 일이 속출하였다.번진 세력의 대두와는 반대로 중앙 귀족이 조락하고, 정부 내 환관(宦官)의 전횡과 관료의 당쟁은 당의 붕괴를 재촉하였다. 지방에 할거(割據)한 신흥 지주 호족 세력은 농민과 유민을 흡수하여 빈번하게 반란을 일으켰다. 9세기 후기의 황소(黃巢)의 난은 전후 10여 년에 걸쳐 당의 보고(寶庫)인 강회를 유린함으로써 당 멸망에 결정타를 가했다.

### 주요 사건
- 811년 - 고닌의 한구.
- 840년 - 일본후기 완성.
- 867년 - 후백제 견훤 출생
- 869년 - 조간의 한구.
- 892년 - 후백제가 견훤에 의해 건국되다.
- 893년-894년 - 간표의 한구.
- 일본에서 가나문자의 사용이 시작된다.

## 주요 인물
- 카롤루스 대제
- 노르웨이의 하랄 1세
- 류리크(?879년) - 노브고로드 공화국을 건국한 바이킹(노르만인).
- 케네스 마카르핀(810년 - 858년) - 최초의 스코틀랜드왕, 아르바 왕국을 건설.
- 바시레이오스 1세(827년 - 886년) - 동 로마 황제(재위 867년 - 886년).마케도니아 왕조의 개조.
- 황소(黃巢?) - 당나라시대의 반란총수.
- 컬 대제(742년 - 814년) - 프랭크왕(재위 768년 - 814년).서로마 황제(재위 800년 - 814년).
- 에그바트(775년? - 839년) - 웨섹스왕(재위 802년 - 839년).잉글랜드를 통일했다.
- 알프레드 대왕(849년 - 899년) - 잉글랜드왕(재위 871년 - 899년)
- 하룬 알 라시드(763년 - 809년) - 압바스조 제 5대 칼리프(재위 786년 - 809년)